# Hovorî, Krasîliv
Hovorî (în ucraineană Говори) este un sat în comuna Hlibkî din raionul Krasîliv, regiunea Hmelnîțkîi, Ucraina.

## Demografie
Componența lingvistică a localității Hovorî
     Ucraineană (99,04%)
     Alte limbi (0,96%)
Conform recensământului din 2001, majoritatea populației localității Hovorî era vorbitoare de ucraineană (99,04%), existând în minoritate și vorbitori de alte limbi.